# Rhipsalis pacheco-leonis
Rhipsalis pacheco-leonis  es una especie de planta fanerógama de la familia Cactaceae. Es endémica de Río de Janeiro y Espírito Santo en Brasil. Su hábitat natural son los bosques de tierras bajas tropicales o subtropicales y en áreas rocosas. Está tratada en peligro de extinción por pérdida de hábitat. Es una especie rara en la vida silvestre.
Es una planta perenne carnosa, cilíndrica-suspendida  y  con las flores de color rosa.

## Fuente
- Taylor, N.P. 2002.  Rhipsalis pacheco-leonis.   2006 IUCN Red List of Threatened Species.   Bajado el 23-08-07.